# Верхній Аллагуват
Верхній Аллагува́т (рос. Верхний Аллагуват, башк. Үрге Аллағыуат) — присілок у складі Стерлібашевського району Башкортостану, Росія. Входить до складу Аллагуватської сільської ради.
Населення — 154 особи (2010; 150 в 2002).
Національний склад:
- башкири — 96%